# امام‌آباد (سردشت)
امام‌آباد روستایی در دهستان سردشت بخش روددشت شهرستان لردگان استان چهارمحال و بختیاری ایران است.

## جمعیت
بر پایه سرشماری عمومی نفوس و مسکن در سال ۱۳۹۵ جمعیت این مکان ۷۰۴ نفر (۱۵۸خانوار) بوده‌است.